# Einar Ihrmark
Karl Einar Ihrmark, född 21 maj 1902 i Hedemora, död 6 april 1993 i Torekov, var en svensk präst, son till Axel Ihrmark.
Ihrmark avlade studentexamen i Falun 1920 och teologie kandidatexamen 1925, Han prästvigdes samma år, blev komminister i Venjan 1925, i Ljusnarsberg 1929, kyrkoherde i Väskinde pastorat 1944, i Hedemora pastorat 1955, kontraktsprost 1960. Han blev emeritus 1968.